# Stručný filosofický slovník
Stručný filosofický slovník (rusky Краткий философский словарь) byl sovětský slovník za redakce Pavla Judina a Marka Rozentala obsahující hesla z oboru filozofie a osob filozofů. První vydání vyšlo v ruštině roku 1939. Kniha byla nejednou znovu vydána a přeložena do několika cizích jazyků. Česky vydalo knihu Státní nakladatelství politické literatury (1955) jako překlad 4. vydání.
| „                                        | Настоящее, четвёртое, издание «Краткого философского словаря» дополнено рядом новых слов, понятий и терминов, отсутствовавших в предыдущем издании. Пересмотрена с целью улучшения текста часть старых статей, некоторые статьи написаны заново, сделаны необходимые дополнения, отражающие решения XIX съезда Коммунистической партии Советского Союза. В настоящем издании учтены также критические замечания и пожелания, высказанные в печати и в письмах читателей после выхода третьего издания словаря в 1952 году. | Toto čtvrté vydání „Stručného filosofického slovníku“ je doplněno vysvětlením řady nových slov, pojmů a terminů, které v předchozím vydání chyběly. Část starých hesel byla zrevidována, aby se zlepšila, některá hesla byla napsána znovu a byly učiněny nutné doplňky odrážející usnesení XIX. sjezdu Komunistické strany Sovětského Svazu. V tomto vydání se rovněž přihlíží ke kritickým poznámkám a přáním, vysloveným v tisku a dopisech čtenářů ke třetímu vydání slovníku z roku 1952. | “ |
| — ОТ РЕДАКЦИИ, Poznámka sovětské redakce | | |   |

V poznámce české redakce bylo uvedeno, že je to první marxisticko–leniniský filosofický slovník v české řeči. Slovník definoval kybernetiku jako „reakční pavědu“ a pranýřoval geopolitiku jako „fašistickou pavědeckou theorii“, ale vysoce hodnotil českého teologa Jana Amose Komenského jako myslitele a pedagoga.

## Ukázka z díla
Málem každé heslo slovníku je prodchnuto sovětskou propagandou:

## Kritika
"Úchvatná" kniha, lepší než Jirotkův Saturnin. Vždycky, když je mi smutno, začtu se do téhle snůšky demagogie a ideologie. Kupodivu mě to vždycky pobaví. (dusty, 26.07.2012) 
Databáze knih,  Recenze knihy "Stručný filosofický slovník"